# La Môme Piaf
Pour les articles homonymes, voir La Môme (homonymie).

La Môme Piaf est un roman biographique écrit par Auguste Le Breton et paru chez Hachette en 1980. Il retrace la vie d'Édith Piaf d'après les souvenirs inédits de Ginette (Ginou) Richer qui, pendant quinze années, est demeurée auprès de Piaf,, et, qui en 2007, donnera sa version de son amitié avec Édith Piaf, dans Piaf, mon amie.